# Sven Väth
Sven Väth är en tysk techno/house/electronica/ambient-musiker och DJ, född 26 oktober 1964 i Obertshausen i Hessen, Tyskland. Från mitten av 80-talet var Vaeth medlem av OFF, kanske främst kända för Electrica Salsa som släpptes 1986. Han har också varit medlem av flera andra grupper som Barbarella, 16 Bit mm.

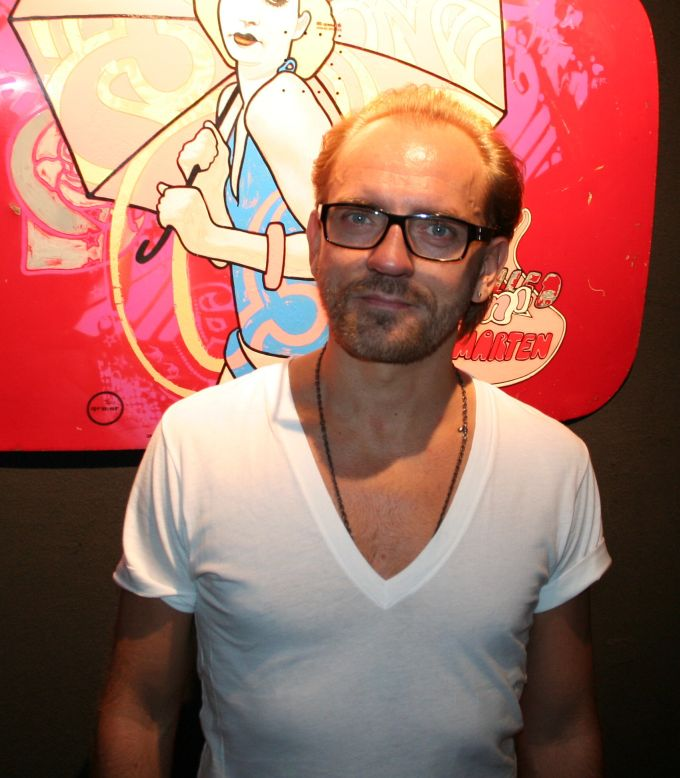
2009
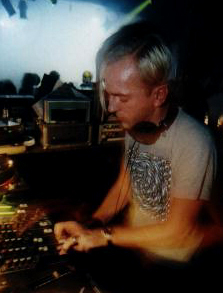
Sven Väth